# Epigene di Cefisia
Epigene di Cefisia in greco antico: Ἐπιγένης (Cefisia, ... – ...; fl. V secolo a.C.) è stato un filosofo greco antico discepolo di Socrate.

## Biografia
Sappiamo poco di lui. Nei Memorabili, Senofonte riporta un dialogo in cui Socrate incoraggia Epigene ad esercitarsi mentre è ancora giovane.
Platone cita il padre di Epigene, Antifo di Cefisia, tra i presenti durante il processo a Socrate. Quanto a Epigene, fu uno di quelli che assistettero alle ultime ore del filosofo.
Un certo Epigene menzionato da Clemente Alessandrino, Ateneo di Naucrati e Arpocrazio d'Argo, legato al pitagorismo e che scrisse del poeta Ione di Chio, potrebbe essere identificato con lui , ma ciò è contestato.